# Lujon
Lujon (noto anche come "Slow Hot Wind") è un brano musicale del 1961 di Henry Mancini.

## Storia
Il suo nome deriva dallo strumento a percussione lujon. Il brano fu inserito nell'album Mr. Lucky Goes Latin.
Mancini in seguito registrò una versione jazz/swing di "Slow Hot Wind" e la incluse nel suo album del 1975 Symphonic Soul. Il brano raggiunse il numero 38 nella lista Adult Contemporary nel 1976.

## Nella cultura di massa
Il brano è stato incluso nelle colonne sonore dei film: Il grande Lebowski, Sexy Beast , W.E. - Edward e Wallisref e Two Lovers.